# Llac Sfânta Ana

Llac Santa Ana

Llac Sfânta Ana (en hongarès Szent Anna-tó i en català Santa Anna) és l'únic llac volcànic de Romania. Es troba al massís de Ciomatu al comtat de Harghita, a la riba esquerra del riu Olt. El llac es troba al fons del cràter d'un volcà extingit, anomenat Ciomatu Mare (en maghiară Nagy-Csomád), del massís volcànic Puciosu, lloc de l'erupció volcànica més recent als Carpats i a l'Europa de l'Est, que va tenir lloc fa diverses desenes de milers d'anys (probablement fa més de 42.000 anys).
El llac Sfânta Ana es troba a 946 m d'altitud. De forma gairebé circular, semblant a la paleta d'un pintor, té una longitud de 620 mi una amplada màxima de 460 m, una superfície de 19,50 ha i una profunditat màxima de 7 m. El llac completa les seves aigües només a partir de les precipitacions, sense tenir fonts. La puresa de l'aigua s'acosta a la de l'aigua destil·lada, amb només 0,0029 ml de minerals. La reducció de la capacitat tròfica de l'aigua del llac també es deu a les emanacions mòfiques pel fons del llac i a través de les parets del cràter.
Els turistes que arriben al llac Sfânta Ana no necessiten les previsions dels meteoròlegs per saber com serà el temps, ja que tenen a mà un mètode empíric però exacte que ofereix la muntanya volcànica: les dues esquerdes formades a les muntanyes que prediuen el temps. Els habitants de la zona saben que "si les emanacions de les esquerdes et pessiguen el nas, és un signe de tempesta i, si no, el dia serà assolellat, ideal per fer excursions". El fenomen té una explicació científica. A les muntanyes hi ha una altra activitat post-volcànica, sensible a qualsevol canvi de pressió atmosfèrica. Quan la pressió atmosfèrica baixa, gasos com el diòxid de carboni i el sofre pugen a la superfície i inunden les esquerdes amb una olor acre, un senyal que arriba la pluja.
El llac Sfânta Ana és una complexa reserva natural, geològica, florística i faunística que està connectada a Băile Tușnad per senders turístics.
Al costat del llac hi ha una capella catòlica dedicada a Sfânta Ana.
El bany al llac de Sfânta Ana ja no està permès des del desembre del 2017.

## Investigacions recents
L'edat del llac de Sfânta Ana encara no s'ha determinat amb exactitud, i diversos investigadors estimen que l'última erupció es va produir fa 32.000 anys (Juvigne et al. 1994), fa 10.500 anys (Morya et al. 1996) o fins i tot fa 9.800 anys (Magyari et al., 2006).
Els estudis palinològics, tenint com a objecte l'estudi del pol·len i les espores, van arribar a la conclusió que la història del llac Sfânta Ana va començar fa uns 9.800 - 8.800 anys, amb l'etapa de les torberes i del llac poc profund.
Després va seguir un període d'acumulació contínua d'aigua de pluja i pujada del nivell de l'aigua fins a un màxim de 12 metres, fa entre 2.700 i 700 anys, quan el llac de Sfânta Ana tenia un fort caràcter oligotròfic.
Les darreres mesures realitzades el 2005 per un equip de bussejadors professionals juntament amb l'Organització Geoecològica ACCENT van trobar per a la superfície del llac un valor de 19,3 ha i un perímetre de 1617 m, disminuint en comparació amb els valors de 21,3 ha i 1749 respectivament, va ser reportat el 1909 per Geley Josef, per a una àrea de retenció de la conca de recollida d'aproximadament 2,15 km². L'altitud del mirall d'aigua varia entre 949 i 950 m.
El llac té una forma ovalada, el gran semieix de 680 m i el petit de 470 m.
Segons les mesures realitzades el 2005, la profunditat màxima del llac és de 6,4 m. Segons les mateixes mesures, el gruix màxim dels sediments és d'uns 4 m. El llac Sf. Ana s'alimenta exclusivament de les precipitacions, per la qual cosa el grau de mineralització de l'aigua és extremadament baix. A l'hivern, el llac està cobert amb una capa de gel de fins a 1 m.
Tot i que actualment el volcà en el cràter del qual es troba el llac sembla aparentment inactiu, un estudi del 2019 va indicar que encara hi ha un potencial de reactivació en el futur.

## Llegendes

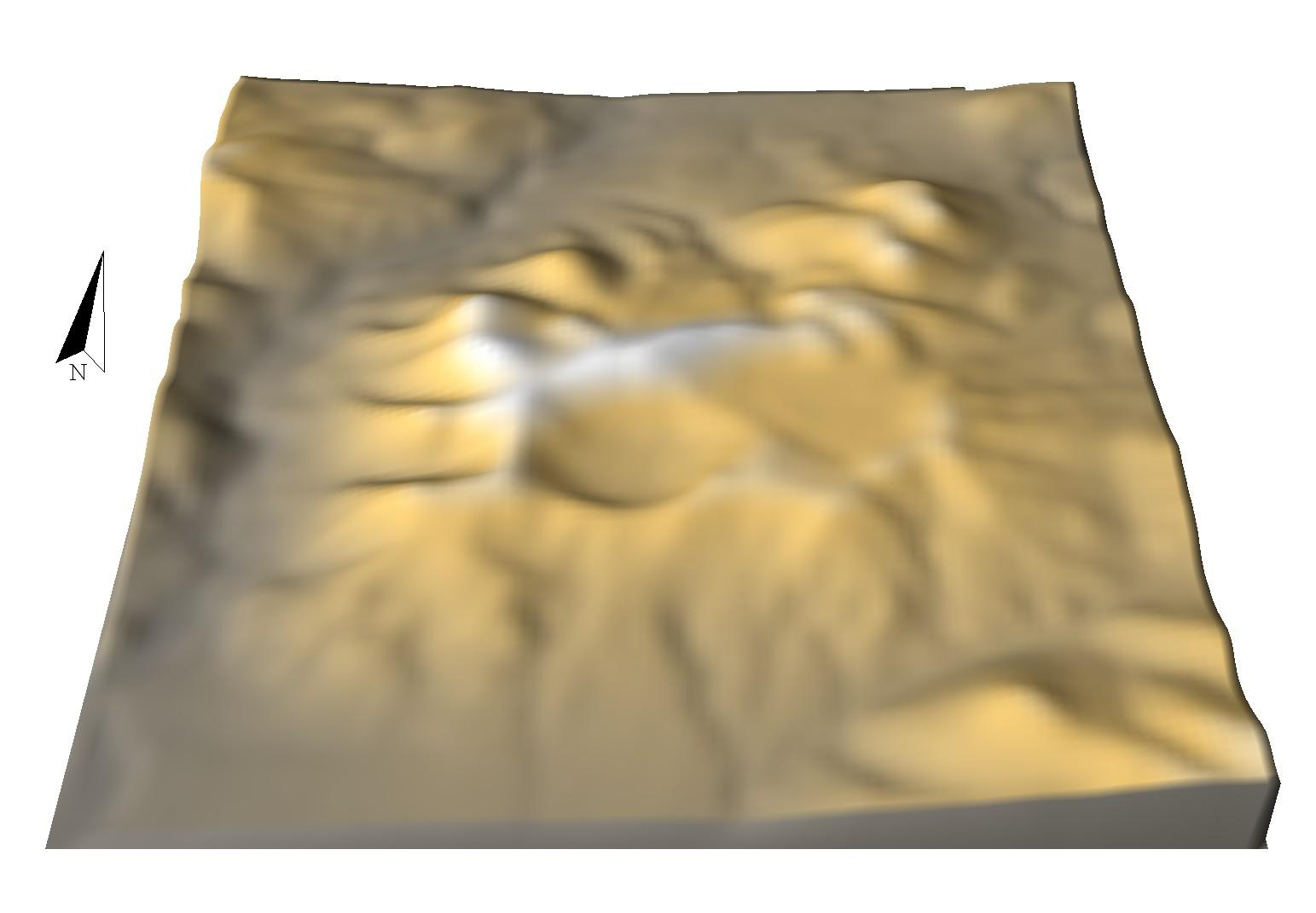
Llac de Sfânta Ana (relleu)

També hi ha algunes llegendes sobre aquest llac.
- Dos joves havien de casar-se. La noia, que es deia Ana, que havia de convertir-se en esposa, no volia això perquè els seus pares la van obligar a casar-se només per aconseguir la fortuna del jove. El vespre del casament, la núvia va córrer i es va llançar a aquest llac, sense trobar el seu cos i encara avui no han trobat el seu cos. Per això, el llac rep el nom d'aquella noia. Cada any, dedicat a Sfânta Ana, el llac és consagrat a la ciutat.
- Vet aquí que hi havia una vegada dos tirans germans que vivien en aquests llocs. Un governava una fortalesa al proper pic de Puciosul, l'altre, una fortalesa situada al lloc de l'actual llac. El senyor de la fortalesa de Pucios tenia un meravellós carro, guanyat pels daus, que va despertar l'enveja del seu germà, que va dir que l'endemà vindria a visitar amb un carro encara més gran. Per guanyar-lo, el germà més tirà es presentà amb les vuit noies més boniques de la rodalia i les va voler fer pujar al seu carro. Com que el carro era molt pesat, no el va poder arrencar, cosa que va desencadenar la seva ira. Una de les noies, que es deia Ana, va maleir el vil tirà. La maledicció de la noia es va complir immediatament: va començar una terrible tempesta, amb llamps i trons, terratrèmols i la fortalesa, juntament amb el seu tirà, es van enfonsar a les flames. En lloc de l'antiga fortalesa, es va formar un tranquil llac blau, batejat amb el nom de qui va llançar la maledicció, el llac Sfânta Ana.

## Enllaços externs

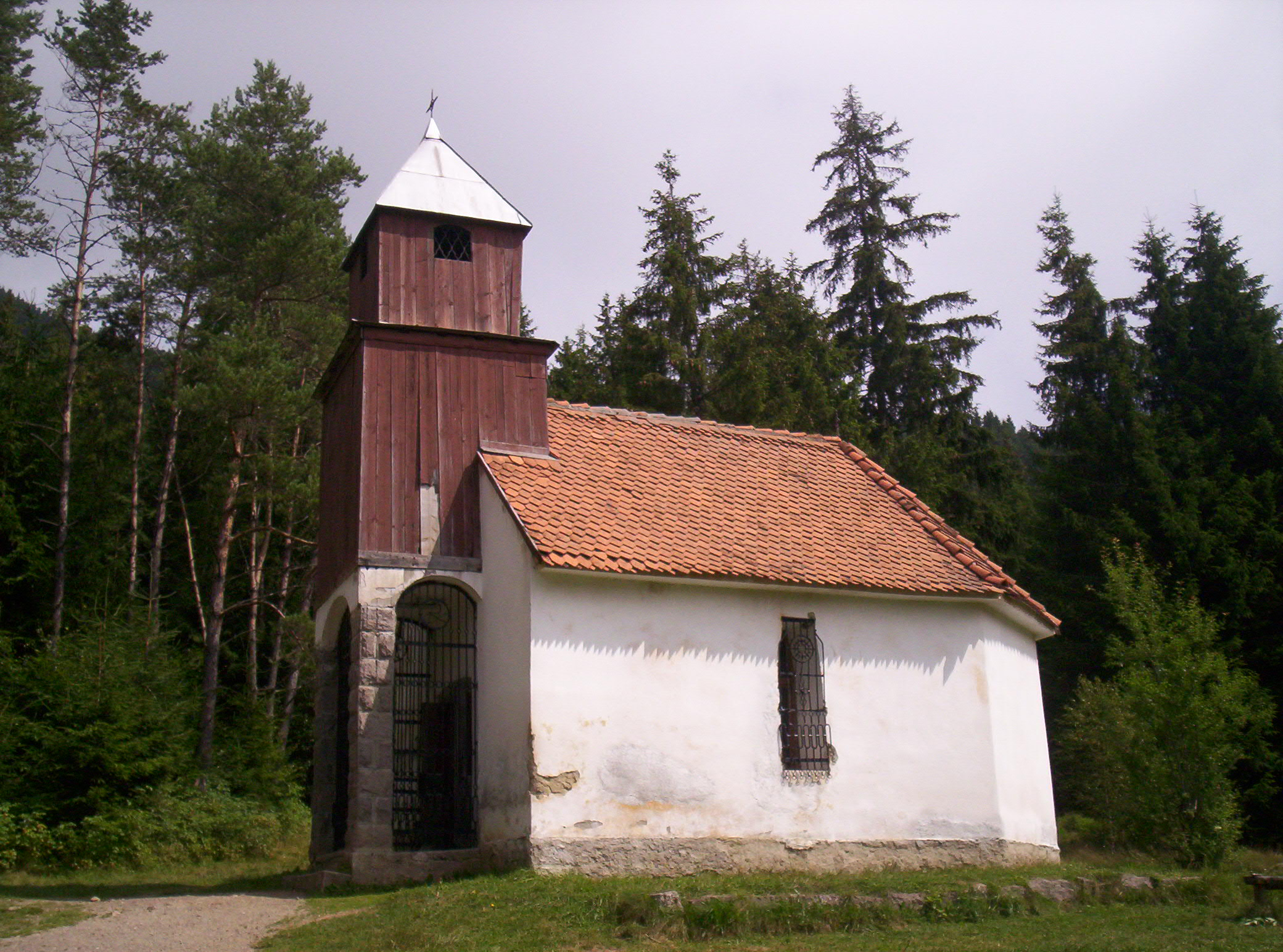
Capella dedicada a Santa Anna